# マティアス・カルダシオ
マティアス・アドルフォ・カルダシオ・アラグイチ（Mathías Adolfo Cardacio Alaguich, 1987年10月2日 - ）は、ウルグアイ・モンテビデオ出身の元サッカー選手。現役時代のポジションはミッドフィールダー。

## 経歴
自国ウルグアイリーグのナシオナルの一員として2006年にキャリアをスタートする。2007年にはウルグアイの20歳以下の代表としてFIFA U-20ワールドカップで全試合に出場し、ゴールこそなかったもののチームのベスト16に貢献。その後、ラツィオやユヴェントスなどが興味を示し、特にローマは積極的に獲得に動いていたが、2008年の夏にイタリア・セリエAのミランと4年契約をした。ACミラン副会長のアドリアーノ・ガッリアーニが自身への誕生日プレゼントとして同国出身のタバレ・ビウデスと共に獲得したのであるが、2009年8月29日に双方合意のもと契約解除した。2010年1月29日、バンフィエルドに移籍した。
欧州連合パスポートを保有している。

## 代表歴
U-20ウルグアイ代表として2007 FIFA U-20ワールドカップに出場した。2008年にはA代表にも選出されている。